# Sybra flavitarsis
Sybra flavitarsis là một loài bọ cánh cứng trong họ Cerambycidae.